# Lake Nebagamon
Lake Nebagamon és una població dels Estats Units a l'estat de Wisconsin. Segons el cens del 2000 tenia 1.015 habitants.

## Demografia
Segons el cens del 2000, Lake Nebagamon tenia 1.015 habitants, 428 habitatges, i 294 famílies. La densitat de població era de 31 habitants per km².
Dels 428 habitatges en un 29,9% hi vivien nens de menys de 18 anys, en un 59,3% hi vivien parelles casades, en un 6,3% dones solteres, i en un 31,1% no eren unitats familiars. En el 27,6% dels habitatges hi vivien persones soles el 12,9% de les quals corresponia a persones de 65 anys o més que vivien soles. El nombre mitjà de persones vivint en cada habitatge era de 2,37 i el nombre mitjà de persones que vivien en cada família era de 2,85.
Per edats la població es repartia de la següent manera: un 25,5% tenia menys de 18 anys, un 4% entre 18 i 24, un 26,1% entre 25 i 44, un 29,5% de 45 a 60 i un 14,9% 65 anys o més.
L'edat mediana era de 42 anys. Per cada 100 dones de 18 o més anys hi havia 104,3 homes.
La renda mediana per habitatge era de 48.333 $ i la renda mediana per família de 59.792 $. Els homes tenien una renda mediana de 41.302 $ mentre que les dones 30.156 $. La renda per capita de la població era de 23.665 $. Aproximadament el 2,1% de les famílies i el 5,1% de la població estaven per davall del llindar de pobresa.

## Poblacions més properes
El següent diagrama mostra les poblacions més properes.